# Aberdaron
Aberdaron (1.000 ab. ca.) è una comunità del Galles e una località balneare sul Mare d'Irlanda del Galles nord-occidentale, situata lungo l'estuario del fiume Daron (da cui: Aberdaron), nella penisola di Llŷn/Lleyn e facente parte - dal punto di vista amministrativo - della contea di Gwynedd (contea storica: Caernarfonshire).
Per la sua collocazione geografica, è talvolta chiamata "la Land's End del Galles".

## Geografia fisica

### Collocazione
Aberdaron si trova nell'estremità sud-occidentale della penisola di Llŷn/Lleyn, a circa 20 km ad ovest di Abersoch. Al largo di Aberdaron, si trova la Bardsey Island, che, dal punto di vista amministrativo, fa parte della community di Aberdaron.

### Suddivisione amministrativa della comunità di Aberdaron
- Aberdaron
- Bardsey Island
- Llanfaelrhys
- Porthor
- Rhiw
- Rhoshirwaun
- Uwchmynydd

## Monumenti e luoghi d'interesse

### Whistling Sands
Tra i luoghi d'interesse nei dintorni della località, figurano le cosiddette Whistling Sands, ovvero le "sabbie fischianti", del villaggio di Porthor, chiamate in questo modo per il suono simile ad un fischio che emanano ogni qual volta vengono calpestate.